# Mercados darknet
Mercados darknet são sites comerciais da deep web, eles funcionam principalmente como mercados negros, venda ou intermediação de transações envolvendo drogas, armas, moeda falsa, documentos falsos, produtos farmacêuticos não licenciados, esteroides e outros produtos ilegais.

## História
Em 1972, muito antes do eBay ou da Amazon, estudantes da Universidade de Stanford, na Califórnia e MIT em Massachusetts realizaram a primeira negociação da história do comércio eletrônico. Usando uma conta "Arpanet" no seu laboratório de inteligência artificial, os estudantes de Stanford venderam uma pequena quantidade de maconha. Desde então, a rede se transformou ao longo de um comércio constante de narcóticos. Muitos dos atuais usuários de drogas do Reino Unido usam essa rede e o número está crescendo.
Assim como quase todos os outros negócios, as negociações de drogas estão começando a ser feitas online. E, assim como quase todos os outros negócios, o comercio eletrônico é mais rápido, mais fácil e oferece mais valorização. Dentro de cinco anos, o traficante de rua pode tornar-se mais ou menos obsoleto, da mesma forma que Amazon tem eliminado vendedores de livros independentes.

## A Rede Profunda (Deep Web)
A Internet possui dois lados: o que nós estamos acostumados é chamado em inglês de “Clearnet” (Internet limpa) ou surface net (internet da superfície), que é a web indexada e que pode ser acessada através dos sites de pesquisa, como Google, Yahoo ou Bing, e que representa apenas 4% do uso atual da Internet - a ponta do iceberg.
O outro lado da Internet é a chamada deep web: a parte  que está fora do alcance dos sites de busca e abrange cerca de 96% de toda a Internet. Dentro da deep web, no entanto, existe um outro espaço - a Darknet, que foi criada pela Marinha dos EUA com o objetivo de manter um espaço online para conduzir assuntos de segurança nacional que não podiam se tornar públicos.

## Autoridades

Drug Enforcement Administration, órgão do Departamento de Justiça dos Estados Unidos encarregado da repressão e controle de narcóticos

Em 2013, a organização neerlandesa de direitos da criança Terre des Hommes colocou online  a imagem falsa de uma menina de 10 anos de idade, fingindo estar disponível para  atividades sexuais, mediante pagamento online. Era a “operation Sweetie” que visava atrair potenciais pedófilos.
Em apenas 10 semanas, mais de 1.000 pedófilos de 71 países foram apanhados pela cilada. Algumas prisões foram feitas, e o experimento mostrou ser possível rastrear pedófilos através dos pagamentos online.
Acompanhar o fluxo de dinheiro na indústria é uma fundamental  para combater abusos contra crianças na Internet, mas é uma tática que está se tornando cada vez mais difícil em razão da existência de moedas de uso anônimo e de partes menos rastreáveis da Internet.
As polícias de todo o mundo, especialmente dos EUA, já começaram a ter um grande interesse no que acontece nessa estranha internet criptografada, e estão ficando mais eficientes em tirar esses sites do ar. Periodicamente um mercado desaparece ou alguns fornecedores são presos depois de uma jogada de polícia. Geralmente isso resulta da infiltração de policiais disfarçados, ou, mais frequentemente, de erro humano. Mas  parece que a polícia está perdendo essa corrida porque os mercados darknet são extremamente adaptáveis e seus operadores aprendem com cada erro, sempre criando maneiras de se tornarem mais seguros, mais descentralizados e mais difíceis de combater.
Há uma comunidade online, movimentada, espalhada por todo o mundo, compreendendo os libertários, bitcoin fanáticos, aficionados e revendedores de droga, que constantemente monitoram todos os mercados, verificam vulnerabilidades de segurança e desempenho, e informam os demais sobre suas descobertas. Cada um tem suas próprias motivações: para os libertários, é uma maneira um pouco delirante de enganar o Estado. Mas juntos eles conseguem manter esses sites funcionando sem problemas.

## O aumento dos pagamentos anônimos
Uso de cartões de crédito e contas bancárias para pagar por conteúdo é raro atualmente, mas o comércio simplesmente mudou, passando a operar com moedas digitais alternativas, como o bitcoin e outras formas anônimas de pagamento.
De acordo com dados da European Coalition Against Sexual Exploitation of Children Online (EFC), um total de 5.236 URLs suspeitas de exploração sexual infantil  foram relatados em 2013. Embora os dados ainda estão sendo coletados, a EFC diz que este número tem crescido ao longo dos últimos três anos. Asbnovas modalidades de pagamento tornaram mais difícil atingir os abusadores através de suas transações financeiras. E os ativistas dizem que as autoridades devem colocar um ônus sobre a indústria financeira para forçá-la a participar dessa luta.

## Pesquisa sobre mercadosdarknet

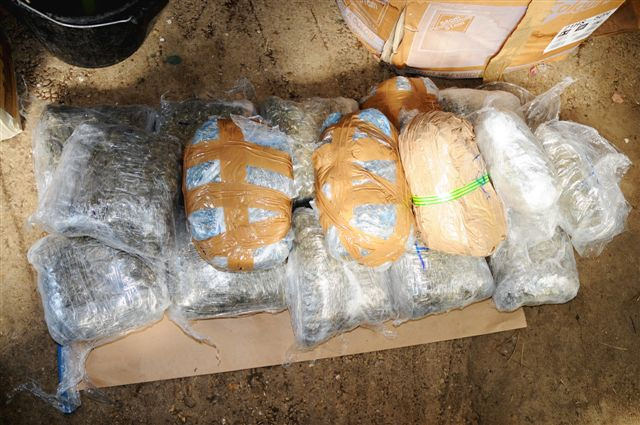
Maconha, LSD, MDMA e cocaina. Drogas mais comuns vendidas por mercados darknet.

A Global Drug Survey 2016 relata que quase um em cada dez participantes (9,3%) tem comprado drogas na internet pelo menos uma vez, um aumento de 6,7% em 2015 e 4,5% em 2014. Mais de 101.000 pessoas de mais de 50 países participaram da Global Drug Survey, que afirma ser a maior pesquisa anual do mundo de seu tipo. As drogas mais comumente compradas online são maconha, MDMA, LSD e substâncias mais exóticas como a 2C-B e DMT. 5% dos entrevistados afirmaram que não tinham consumido drogas antes de ter acesso a elas por meio de mercados darknet.
Este fato sugere que os mercados darknet estão criando novos mercados para as drogas, e também servir os já existentes, e que os esforços para detê-los são, provavelmente, inúteis.

## Sobre aGlobal Drug Survey
A Global Drug Survey é uma organização independente de pesquisa com uma equipe internacional de 40 pesquisadores em 30 países. A Global Drug Survey estuda o comportamento do usuário de drogas a partir da perspectiva da saúde pública e redução de danos.
O fundador da Global Drug Survey, Dr. Adam R. Winstock disse:
“Online markets give people unprecedented choice and access to different drugs. But better quality drugs have their own problems and more drugs don’t always equal more fun.”
"Os mercados online dar às pessoas uma escolha sem precedentes e acesso a diferentes drogas. Mas, drogas de melhor qualidade têm os seus próprios problemas e mais drogas nem sempre é igual a mais diversão.”
Dr. Winstock começou pesquisar o uso de drogas em 1999, como parte de sua pesquisa sobre problemas de saúde que cercam a cultura britânica de dança. Houve um aumento no uso de MDMA e cocaína nos últimos três anos, drogas de alta qualidade(drogas mais fortes) aumentam do risco de "dano grave", criando mais preocupações. Mulheres usuárias de MDMA são 2-3 vezes mais propensas a procurar tratamento médico de emergência que os homens, e os clubbers femininos tiveram um aumento de 400% na quantidade de chamadas de emergência.

## Fracasso da guerra contra as drogas
A "guerra às drogas", iniciado pelo governo dos Estados Unidos no início de 1970, e distinguido pela sua completa falta de sucesso na prevenção do uso de drogas, desde então, tem encontrado um novo campo de batalha no qual a perder - a Internet.
Apesar do fato de que drogas compradas nos mercados darknet são normalmente enviadas através de serviços postais clássicos e fronteiras internacionais, as autoridades parecem impotentes tentando conter o envio de ocasional de drogas.
Houve vários processos a usuários de drogas darknet, fornecedores e, particularmente, os administradores do site, incluindo uma sentença de prisão perpétua para o homem condenado por operar o mercado de Silk Road, Ross Ulbricht.
No momento da prisão de Ulbricht, Silk Road foi de longe o mais proeminente de muitos outros mercados darknet que vendem produtos ilegais. Quase três anos depois, a quantidade chegou a pelo menos 50 mercados.
Defensores da saúde têm recomendado há décadas que o uso de drogas serem tratados como uma questão de saúde pública, em vez de um criminoso. Mas há resistência por parte de algumas (embora, notavelmente, não todas) agências de aplicação da lei. O Fornecimento de uma fonte confiável de equipamentos e dinheiro para guerra às drogas também é uma questão.
É estimando que a guerra ás drogas tem custado ao governo federal e estadual dos Estados Unidos um total de 15 bilhões de dólares em 2010, com mais de 19 bilhões já gastos nos primeiros seis meses de 2016.

## Compra on-line de drogas
Mercados darknet geralmente são acessados apenas através da rede Tor. Conhecida como a "deep web", devido ao seu anonimato e invisibilidade para os navegadores de Internet padrão, Tor é acessado através de um software especial, mas que é facilmente baixando na internet por navegadores normais.
A rede foi inicialmente desenvolvida por colaboradores do Laboratório de Pesquisa Naval dos Estados Unidos na década de 1990, e agora mantido por desenvolvedores voluntários.
Cada mercado mantém o seu próprio fórum sobre Tor para os usuários para discutir compras, fornecedores e outras questões relacionadas, embora mercados darknet também sejam discutidos abertamente na Internet regular em fóruns como o Reddit.

## Mercados DarkNet Comparação
| Mercado                | Estado Uptime | URL | Registo    | Warnings ativos | Comissão                     | Bond fornecedor   | Tipo           | Ratings(0 a 5)    | Criado   |
| ---------------------- | ------------- | --- | ---------- | --------------- | ---------------------------- | ----------------- | -------------- | ----------------- | -------- |
| Alphabay(site fechado) | 98.42%        | http://pwoah7foa6au2pul.onion/register.php | Aberto     | None            | 3.5%                         | 200$              | Mercado livre  | 3.09(575 REVIEWS) | 22-12-14 |
| Dream Market           | 98.26%        | http://lchudi7d5pt7ddjj.onion | Aberto     | None            | 4%                           | 0.25BTC           | Mercado        | 3.92(461 REVIEWS) | 15-11-13 |
| Valhalla (Silkkitie)   | 98.01%        | http://valhallaxmn3fydu.onion/register/E3we                                                                                                   | Referência | None            | 2-5%                         | 1BTC              | Mercado        | 3.62(76 REVIEWS)  | 1-10-13  |
| Hansa Market           | 99.23%        | http://hansamkt2rr6nfg3.onion/ | Aberto     | None            | 3%                           | 0.3BTC            | Mercado        | 4.34(63 REVIEWS)  | 18-07-15 |
| Outlaw Market          | 97.88%        | http://outfor6jwcztwbpd.onion/indxx1.php | Aberto     | None            | 3%                           | 0.1 - 2BTC        | Mercado        | 3.74(61 REVIEWS)  | 29-12-13 |
| Python Market          | 97.82%        | http://25cs4ammearqrw4e.onion/market/task.php?register=1&ref=                                                                                 | Aberto     | None            | 3%                           | 0.08BTC           | Mercado        | 3.98(69 REVIEWS)  | 10-7-15  |
| Acropolis Market       | 99.38%        | http://acropol4ti6ytzeh.onion/auth/register/BCBTNUERXY                                                                                        | Referência | None            | 3.5%                         | 100$              | Mercado        | 3.62(17 REVIEWS)  | 6-11-15  |
| Silk Road 3.0          | 92.71%        | http://reloadedudjtjvxr.onion/register.php?auth=XRvzMm7OoUhuzo                                                                                | Aberto     | None            | 3%                           | 0.11BTC           | Mercado        | 2.69(16 REVIEWS)  | 13-10-14 |
| Tochka                 | 96.02%        | http://tochka3evlj3sxdv.onion/auth/register/563636d36ab740e4720f44e8328441d3                                                                  | Aberto     | None            | 2% - 10%                     | ?                 | Mercado/Local  | 4.04(65 REVIEWS)  | 30-1-15  |
| Apple Market           | 98.62%        | http://254iloft5cheh2y2.onion/register.php?invite=                                                                                            | Aberto     | None            | 5%(Usuario 1% Fornecedor 4%) | 0-1BTC            | Mercado        | 3.61(31 REVIEWS)  | 18-2-16  |
| House Of Lions         | 99.44%        | http://leomarketjdridoo.onion/register/856aeda2b30778                                                                                         | Referência | None            | 4%                           | Free              | Mercado        | 3.13(19 REVIEWS)  | 11-3-16  |
| Zocalo Market          | 99.98%        | http://zocaloczzecchoaa.onion/signup/4008461923578098816                                                                                      | Aberto     | None            | 4%                           | 0.15BTC           | Mercado        | 3.64(7 REVIEWS)   | 13-4-16  |
| Dr. D's Market         | 80.91%        | Compradores: http://drddrddig5z3524v.onion/session/register/D6CCEE Fornecedores: http://drddrddig5z3524v.onion/session/register_vendor/D6CCEE | Aberto     | None            | 0%                           | 150 EUR           | Mercado        | 3.13(191 REVIEWS) | 20-2-15  |
| TheRealDeal            | 98.56%        | http://trdealmgn4uvm42g.onion/users/create?ref=                                                                                               | Aberto     | None            | 3%                           | 0.2BTC            | Mercado        | 3.18(83 REVIEWS)  | 31-3-15  |
| The Majestic Garden    | 96.62%        | http://bm26rwk32m7u7rec.onion | Aberto     | None            | Doações                      | Por convite       | Forum          | 3.38(4 REVIEWS)   | ?        |
| Ramp (Russian Forum)   | 97.58%        | http://ramp2bombkadwvgz.onion | Aberto     | None            | ?                            | ?                 | Forum          | 3.81(40 REVIEWS)  | ?        |
| Oasis Market           | 99.18%        | http://oasisnvwltxvmqqz.onion | Aberto     | None            | Free                         | Free              | Mercado livre  | 4.44(60 REVIEWS)  | 20-12-15 |
| Bloomsfield            | 98.84%        | http://spr3udtjiegxevzt.onion | Aberto     | None            | 0%                           | 0.3BTC            | Mercado livre  | 2.80(10 REVIEWS)  | 24-12-15 |
| Darknet Heroes League  | 98.03%        | http://darkheroesq46awl.onion/ | Aberto     | None            | ?                            | Por convite       | Mercado        | 3.12(30 REVIEWS)  | 27-5-15  |
| German-Plaza           | 86.65%        | http://gerpla4igmngtpgw.onion | Aberto     | None            | 7% - 30%                     | 50 - 250EUR       | Items Digitais | 3.19(27 REVIEWS)  | 1-4-15   |
| TheDetox Market        | 98.68%        | http://tdetox4obdz62tri.onion/ | Aberto     | None            | 3%                           | 100$              | Mercado        | 3.19(13 REVIEWS)  | 15-3-16  |
| Minerva                | 99.63%        | http://kp6yw42wb5wpsd6n.onion | Aberto     | None            | 0% (atualmente)              | Free (atualmente) | Mercado        | Não disponível    | 3-5-16   |

Nota: Esta tabela não é abrangente